# Christa Wolf

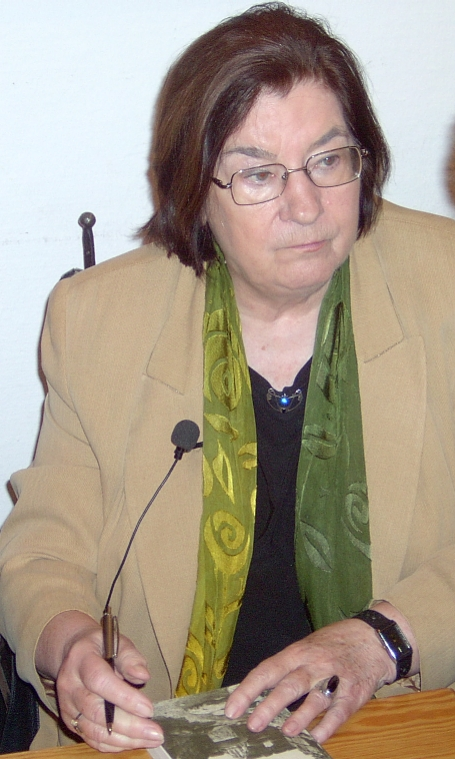
Christa Wolf 2007 márciusában

Christa Wolf (Landsberg an der Warthe, 1929. március 18. – Berlin, 2011. december 1.) német írónő.

## Fiatal évei
Christa Wolf apja Otto Ihlenfeld, landsberg an der warthei kereskedő volt (ma Gorzów Wielkopolski, Lengyelország). Majdnem a háború befejeztéig ott járt iskolába. A szovjet csapatok megérkezése után a család elmenekült és 1945-ben Mecklenburgban tudott megállapodni. Christa Wolf 1949-ben fejezte be a gimnáziumot Bad Frankenhausenben és még ugyanabban az évben a Német Szocialista Egységpárt (SED) tagja lett és maradt 1989 júniusáig. 1949-től 1953-ig germanisztikát tanult Jenában és Lipcsében. 1951-ben összeházasodott Gerhard Wolf íróval. Egy évvel később megszületett lányuk, Annette.

## Karrierje
Christa Wolf tudományos munkatárs volt a Német Írószövetségnél és különböző kiadóknál is dolgozott mint lektor, ill. az Új Német Irodalom című újságnál mint szerkesztő. 1955-től 1977-ig az NDK Írószövetségének vezetőségi tagja. Négy évvel az első gyermekük születése után jött világra Katrin lányuk. 1962-től szabadúszó író. 1962-től 1976-ig Kleinmachnowban (Berlin mellett) élt és alkotott, 1976-tól Berlinben. 1963-tól 1967-ig a Német Szocialista Egységpárt Központi Bizottságának jelöltje volt. 1974-töl a kelet-német Művészeti Akadémia tagja volt. Már 1972-ben vállalkozott egy útra Párizsba, 1984-ben tagja lett az Európai tudományos és Művészeti Akadémiának Párizsban. Két évvel később a hamburgi Szabad Művészeti Akadémia tagja lett. 1976-ban kizárták a Kelet-német Írószövetségből, mert ő is aláírta azt a nyílt levelet, amelyet Wolf Biermann állampolgárságának megvonása ellen írtak. Wolf több országban tartott olvasóestet, többek között Svédországban, Finnországban, Franciaországban és az Amerikai Egyesült Államokban, ahol az Ohio State University tiszteletbeli doktora is lett. Az egyik legjelentősebb kortárs német író, könyveit számtalan nyelvre lefordították. 1980-ban Büchner-díjjal tüntették ki.

## Szerepvállalása a rendszerváltás idején
1989. november 4-én Christa Wolf a berlini Alexanderplatzon beszédet tartott „Sprache der Wende“ (A fordulat nyelve, ill. szó szerint „nyelve a fordulatnak” ez utóbbi azért fontos, mert a Wende szó jelent fordulatot, változást, de ez a rendszerváltás szó német megfelelője is.) Wolf 1989 decemberében még nem hitte, hogy az NDK megszűnne, mint ahogy legtöbb írókollégája sem. Más NDK értelmiséghez hasonlóan lehetségesnek tartotta a szocializmus megreformálását más vezetéssel. 1989. november 26-án „Für unser Land” (Országunkért) felhívásban állást foglalt az NDK mellett és „Ausverkauf unserer materiellen und moralischen Werte” (Anyagi és morális értékeink kiárusítása) ellen. Ebben az időben Christa Wolf nem hagyott kétséget afelől, hogy az NDK-ban végbemenő változások célja nem az államiság stabilizálása kell hogy legyen, hanem a szocializmus megreformálása. Ezért az Egon Krenz által hivatalba lépésekor használt „Wende” (rendszerváltás, fordulat, változás) használatát kategorikusan elutasította, mivel ez félreértésekhez vezethet abban a tekintetben, hogy fordulatról mint a szocializmus megreformálásáról avagy rendszerváltásról beszélünk-e.
A 90-es évek elején nyilvánosságra került, hogy Wolf 1959 és 1962 között IM Margarete fedőnéven a Stasi (Ministerium für Staatsicherheit) ügynöke volt. Három jelentést írt, mind a három pozitív képet festett a megfigyelt személyről. „Was bleibt” című írásának a kritikája, illetve ügynöki múltja volt az ún. Literaturstreit (Irodalmi vita) kiváltó oka. A kemény vitát a sajtóban ügynöki múltjáról úgy értékelte, mint indokolatlan szakítást NDK-ás múltjával. A sajtó elől hosszabb amerikai tartózkodásokkal menekült, illetve megbetegedett. (Ezt „Leibhaftig” című elbeszélésében dolgozta fel). 2008 őszén jelent meg a férjével közösen írt kötet „Ins Ungebundene gehet eine Sehnsucht: Projektionsraum Romantik”. (A kötetlenségbe kívánkozó vágy: Projekciótér Romantika).

## Alkotásai
Szövegek
- Moskauer Novelle, 1961
- Der geteilte Himmel elbeszélés, 1963
- Nachdenken über Christa T., 1968 (ISBN 3-630-62032-9)
- Lesen und Schreiben. Aufsätze und Betrachtungen, 1972
- Till Eulenspiegel, 1972
- Unter den Linden. Drei unwahrscheinliche Geschichten, 1974
- Kindheitsmuster, 1976
- Kein Ort. Nirgends, 1979
- Fortgesetzter Versuch. Aufsätze, Gespräche, Essays (Dolgozatok, beszélgetések, esszék) ; 1979
- Geschlechtertausch. Drei Erzählungen (Három elbeszélés), közösen Sarah Kirsch-sel és Irmtraud Morgnerrel, 1980
- Lesen und Schreiben. Neue Sammlung, 1980
- Kassandra. Erzählung (elbeszélés), 1983 (ISBN 3-423-11870-9)
- Voraussetzungen einer Erzählung: Kassandra. (Frankfurti költészeti előadások), 1983
- Ins Ungebundene gehet eine Sehnsucht. Gesprächsraum Romantik. Prosa. Essays, közösen Gerhard Wolffal, 1985
- Die Dimension des Autors. Essays und Aufsätze, Reden und Gespräche. 1959–1985, 1986
- Störfall. Nachrichten eines Tages, 1987
- Ansprachen, 1988
- Sommerstück, 1989
- Was bleibt. Erzählung, 1990 (keletkezett 1979-ben)
- Reden im Herbst, 1990
- Sei gegrüßt und lebe. Eine Freundschaft in Briefen, 1964–1973. Christa Wolf und Brigitte Reimann, szerk. A. Drescher, 1993
- Auf dem Weg nach Tabou. Texte 1990–1994, 1994
- Christa Wolf und Franz Fühmann. Monsieur – wir finden uns wieder. Briefe 1968–1984, szerk. A. Drescher, 1995
- Medea: Stimmen, 1996 (ISBN 3-423-25157-3)
- Hierzulande Andernorts. Erzählungen und andere Texte 1994–1998, 1999 (ISBN 3-423-12854-2)
- Leibhaftig. Erzählung, 2002 (ISBN 3-630-62064-7)
- Ein Tag im Jahr. 1960–2000, 2003 (ISBN 3-630-87149-6)
- Mit anderem Blick. Erzählungen, 2005 (ISBN 3-518-41720-7)
- Ins Ungebundene gehet eine Sehnsucht: Projektionsraum Romantik, 2008 (ISBN 3-458-35080-2)

Hangjátékok
- Kein Ort. Nirgends, Hangjáték közösen Gerhard Wolffal, WDR 1982
- Medea Stimmen, Hangjáték (ismeretlen dátum)

Filmek
- Der geteilte Himmel; Rendező: Konrad Wolf; Forgatókönyv: Christa és Gerhard Wolf; 1964
- Fräulein Schmetterling; Rendező: Kurt Barthel; Forgatókönyv: Christa és Gerhard Wolf (megvalósult, de nem került bemutatásra); 1966
- Die Toten bleiben jung; Anna Seghers regénye alapján; Rendező: Joachim Kunert; Forgatókönyv: Christa Wolf, Joachim Kunert, Gerhard Helwig; 1968
- Till Eulenspiegel; Christa és Gerhard Wolf elbeszélése alapján; Rendező: Rainer Simon; Forgatókönyv: Rainer Simon, Jürgen Karl Klauß; 1975

## Magyarul
- Kettészelt ég. Regény; ford. Kovács Vera; Európa, Bp., 1964
- Ki volt Christa T.; ford. Róna Ilona forditása; Európa, Bp., 1976
- Visszaperelt emlékezet; ford. Gergely Erzsébet; Magvető, Bp., 1980 (Világjárók)
- Kasszandra; ford. Gergely Erzsébet; Magvető, Bp., 1986 (Világkönyvtár)
- Üzemzavar. Egy nap hírei – Csernobil; ford. Gergely Erzsébet; Magvető, Bp., 1988
- Angyalok városa avagy Dr. Freud köpenye; ford. Makai Tóth Mária; Kalligram, Pozsony, 2013

## Interjú
- Bei mir dauert alles sehr lange (Nálam minden sokáig tart) in: Die Zeit, Nr. 40, 9.2005